# 蒙衝

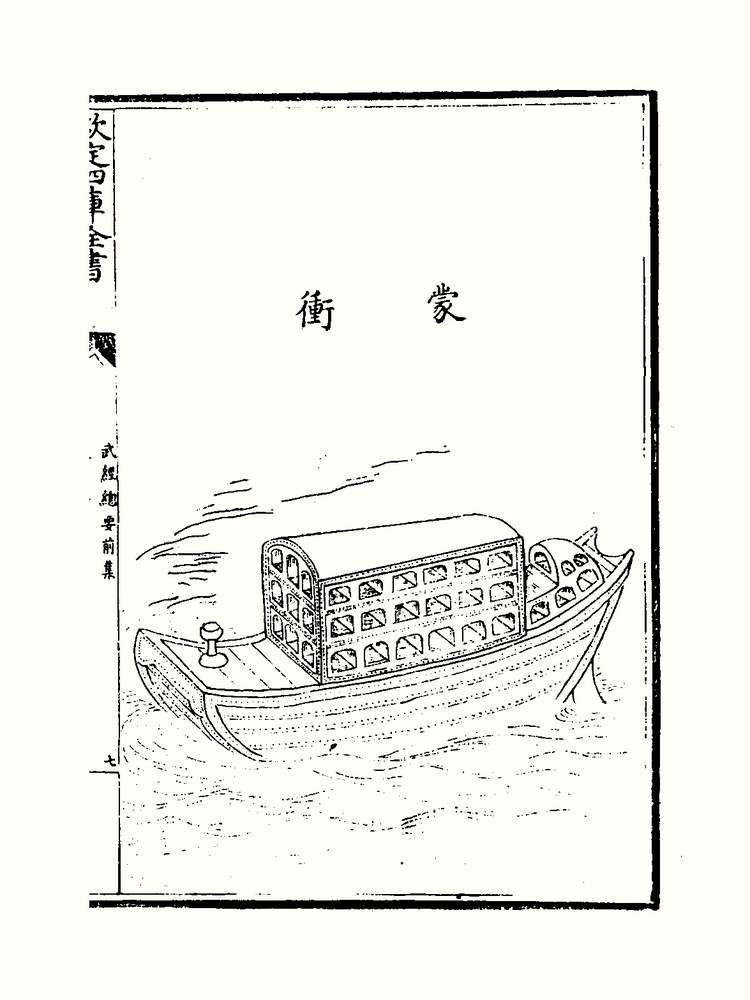
《武经总要》蒙衝图

《古今圖書集成·經濟彙編·戎政典·第九十七卷》所載的蒙衝圖

蒙衝，又稱艨衝、艨艟或艋衝，是中國古代的幾種戰船的稱呼，亦是漢朝水軍的主力船型之一。蒙衝整個船艙與船板由牛皮包覆，可作防火之用。而兩舷各開數個槳孔以插槳船且供櫓手划船。每層船艙四面皆開有弩窗和矛孔可作攻擊各方向敵人之用。蒙衝的船型大小不一，有些書籍的插圖畫出甲板以上有船艙三層，另外有些書籍的插圖只畫了一層。

## 定義
蒙衝這類戰船在東方和西方學者的研究當中有不同的定義。東漢劉熙在《釋名》中解釋蒙衝為：「外狹而長曰衝，以衝突敵船。」澳大利亞國立大學客座教授張磊夫認為《三國誌》所載的艨艟有別於唐代李筌《太白陰經》所記述的模樣（艨艟是輕快的先鋒船且由兩層組成。）。雖然《太白陰經》指艨艟是輕快的先鋒船，但漢代和三國時所用的艨艟的船頭應是設有攻擊敵軍船隻利器的強大戰船。而利器運作的有效性則取決於其重量而不是速度。到了元代，學者胡三省指出：「艨艟即蒙衝，戰艦也。」為蒙衝作出了簡單的定義。

## 歷史
艨艟的製造及應用在公元二世紀至三世紀，即三國時期至西晉年間已有記載。但直至唐代前都沒有人知道它的規模和船貌。
據西晉陳壽《三國志》卷55所示，吳軍的將領董襲在江夏攻打黃祖時，黃祖曾以艨艟封鎖孫權退卻的路線。對於擊退黃祖一戰，黃蓋與董襲取得勝利是因為他們將艨艟排成浮動堡壘才去抵抗黃祖。後在公元208年，孫權與劉備在的赤壁之戰與曹操戰鬥。黃蓋連同周瑜也利用魏軍用鎖連接艨艟的機會施行火計，再以數十艘內裝薪草和灌注膏油的蒙衝鬥艦藉詐降衝入曹操水軍之中，引起岸上曹營大火大敗曹軍。可見蒙衝在歷史方面發揮了決定戰局的重要的作用。
在唐朝以前的朝代，蒙衝都被曾被使用來打水戰。據南朝沈約著的《宋書》王鎮惡傳記載，王鎮惡派遣水軍由渭水進攻羌人於涇上，其水軍都是乘坐蒙衝。所有士兵都在船內，他們在船外看不見船員。由於羌人在北地沒看過舟船，竟然因此以為是神兵。之後姚思廉著述的《陳書》侯瑱傳也有相關記載。侯瑱與王琳於蕪湖進行水戰時，定州刺史章昭以牛皮包覆蒙衝小船，衝撞敵船，並將高熱的熔鐵噴灑在敵船上，而使王琳水軍大敗。直到北宋時，艨艟的型號及款式仍然很簡單。但在南宋以後則逐漸發展成不同類型多槳、構造較複雜的蒙衝。南宋名將虞允文曾在采石磯一役以主力型艨艟攻擊金帥完顏亮。明代的蒙衝根據《武備志》的記載則是「此不用大船，務在捷速，乘人之不備。」

## 外部連結
- 艨艟船貌
- 艨艟結構 （页面存档备份，存于）
- Rafe de Crespigny《Generals of the South: The Foundation and Early History of the Three Kingdoms State of Wu》，1990年